# Jezerski vrh, Pohorje
Jezerski vrh ali Ribniški vrh (1537 m) je med najvišjimi pohorskimi vrhovi. Na vzhodni strani vrha leži v bližini Ribniško jezero, ki ga obrašča nizko borovje. S spustom v kotanjo pa pridemo do Ribniškega jezera.
Na vrhu stoji spomenik padlim borcem planincem, ki ga je leta 1961 postavilo PD Maribor-Matica.
Na pobočjih Jezerskega vrha je razvita značilna vegetacija Nardetum in flora sekundarnih travišč na silikatih, ki so razmeroma redka v Sloveniji. Tu je rastišče ogrožene vrste enokoškasti svinjak (Hypochoeris uniflora). Na višini 1450 je bilo nasajenih okoli 40 cemprinov (Pinus cembra).